# Yevgeniy Lebedev
Pour les articles homonymes, voir Lebedev.
Yevgeniy Andreïevitch Lebedev (en russe : Евге́ний Андре́евич Ле́бедев), né le 19 février 1981, est un athlète russe, spécialiste du 400 mètres.

## Biographie
Il remporte la médaille de bronze du relais 4 × 400 m lors des Championnats du monde en salle 2006, à Moscou, en compagnie de Konstantin Svechkar, Aleksandr Derevyagin et Dmitriy Petrov. L'équipe de Russie, qui établit le temps de 3 min 06 s 91, est devancée par les États-Unis et la Pologne. 

### Palmarès
| Date | Compétition                    | Lieu   | Résultat | Épreuve   |
| ---- | ------------------------------ | ------ | -------- | --------- |
| 2006 | Championnats du monde en salle | Moscou | 3e       | 4 × 400 m |

### Records
| Épreuve | Épreuve   | Performance | Lieu   | Date            |
| ------- | --------- | ----------- | ------ | --------------- |
| 400 m   | Plein air | 45 s 77     | Tula   | 22 juillet 2005 |
| 400 m   | Salle     | 46 s 69     | Moscou | 18 février 2006 |